# Creagrutus melanzonus
Creagrutus melanzonus es una especie de pez de la familia Characidae en el orden de los Characiformes.

## Morfología
Los machos pueden llegar alcanzar los 3,6 cm de longitud total.

## Hábitat
Vive en zonas de clima tropical.

## Distribución geográfica
Se encuentran en Sudamérica: desde el río Cuyuni (este de Venezuela) hasta la  cuenca del río Sinnamary (Guayana Francesa ).